# Alain Calmat
Alain Calmat (Parijs, 31 augustus 1940) is een Frans voormalig kunstschaatser. Hij nam deel aan drie Olympische Winterspelen: Cortina d'Ampezzo 1956, Squaw Valley 1960 en Innsbruck 1964. Hij werd één keer wereldkampioen en drie keer Europees kampioen. Na zijn sportieve carrière was hij minister van jeugd en sport (1984-1986), en was hij burgemeester van Livry-Gargan (1995-2014).

## Biografie
Alain Calmat deed op zijn negende voor het eerst aan kunstschaatswedstrijden mee en was dertien toen hij op de WK van 1954 verscheen. De drievoudig olympiër verbeterde zichzelf bij elke deelname aan de Olympische Winterspelen: hij werd negende in 1956, werd zesde in 1960 en won olympisch zilver in 1964 (na Manfred Schnelldorfer). Calmat ging na de Olympische Winterspelen in Innsbruck (1964) nog een jaar door, en won de WK van 1965. Hij was tweede in 1963 en 1964 en derde in 1960 en 1962. Daarnaast was hij van 1962 tot en met 1964 drie jaar op rij Europees kampioen, en werd hij tweede in 1961 en 1965 en derde in 1958. Calmat was vijfvoudig Frans kampioen. Hij ontstak in 1968 de olympische vlam op de Olympische Winterspelen in Grenoble.
Calmat studeerde later geneeskunde en werd chirurg, al is hij beter bekend om zijn politieke carrière. Zo was hij van 1984 tot 1986 minister van jeugd en sport, was hij van 1986 tot 1993 afgevaardigde van het departement Cher en was hij tussen 1995 en 2014 burgemeester van Livry-Gargan. Bovendien was hij vijf jaar afgevaardigde van de Franse Nationale Vergadering (1997-2002).
Hij heeft diverse prijzen ontvangen voor zijn sportieve, medische en politieke carrières. In 1967 werd hij ridder in het Franse Legioen van Eer, gevolgd door de officiersonderscheiding in 1984. In 1976 kreeg hij de gouden medaille voor jeugd en sport en in hetzelfde jaar werd hij commandeur in de Orde van Verdienste. Hij werd in 1987 opgenomen in de International Jewish Sports Hall of Fame.

## Belangrijke resultaten
| Kampioenschap                                                           | 53/54  | 54/55  | 55/56  | 56/57  | 57/58 | 58/59  | 59/60  | 60/61  | 61/62 | 62/63  | 63/64  | 64/65  |
| ----------------------------------------------------------------------- | ------ | ------ | ------ | ------ | ----- | ------ | ------ | ------ | ----- | ------ | ------ | ------ |
| Olympische Spelen                                                       |        |        | 9e     |        |       |        | 6e     |        |       |        | Zilver |        |
| Wereldkampioenschap                                                     | 11e    | 9e     | 7e     | 9e     | 5e    | 7e     | Brons  | *      | Brons | Zilver | Zilver | Goud   |
| Europees kampioenschap                                                  | 5e     | 5e     | 4e     | 4e     | Brons | 4e     | 4e     | Zilver | Goud  | Goud   | Goud   | Zilver |
| Nationaal kampioenschap                                                 | Zilver | Zilver | Zilver | Zilver | Goud  | Zilver | Zilver | Zilver | Goud  | Goud   | Goud   | Goud   |
| * WK afgelast naar aanleiding van de vliegtuigcrash te Berg-Kampenhout. |        |        |        |        |       |        |        |        |       |        |        |        |

- Bibliothèque nationale de France: cb12594477t (data)
- International Standard Name Identifier: 0000 0000 0150 8106
- Système universitaire de documentation: 085700509
- Virtual International Authority File: 7507907